# 3×33
3×33 es un disco de la banda Insanity Wave, situado entre sus discos Do the worm y The Minor League. Recopila éste primero al completo, junto a parte del repertorio de Go-Off e insanity Wave ep.
Como rarezas incluye un concierto para el programa “Déjate Besar” de Jorge Albi (Onda 10). Donde ejecutan una versión de Hüsker Dü y otra de los The Replacements. Ambos temas se mantuvieron en el repertorio del grupo entre los años 1997-99.
«Next Big thing» una de las versiones favoritas de la banda para tocar en vivo al final de sus actuaciones. Éste clásico del grupo Material Issue fue grabado en los estudios Peermusic y producido por Insanity Wave para un recopilatorio del Pub madrileño O’connors. Incluye batería electrónica.
«The kkk took my baby away» es un tema en directo perteneciente a las sesiones salvajes del Diario Pop de Jesús Ordovás (Radio 3). Se trata de una versión del grupo Punk por excelencia, los Ramones. La canción formó parte de los directos de la banda entre los años 1996-99. 
«Can't let Go» es una versión del grupo de los sesenta The Hollies. 
En este recopilatorio la formación es:
- José Mª Mtnez Escriña voz y guitarra
- Colman Gota, voz y bajo
- Juan Corrales, batería

Colabora a los teclados en el tema «Androginous» Pedro Barbadillo.

## Lista de canciones
Todos los temas escritos por José Mª Mtnez Escriña, Colman Gota y Juan Corrales, excepto donde se indique

### CD 1
1. «The Minor League»
2. «Stuck in the rut»
3. «Roller coaster ride»
4. «Lost days»
5. «Take me there»
6. «Could you be the one»
7. «Other people’s game»
8. «sleepwalking»
9. «Tonight»
10. «Rock nº1»
11. «Never talking to you again» (Grant Hart)
12. «On the bus» (Paul Westerberg)
13. «Fly trap» – radio versión
14. «Nest big thing» (Jim Elison)
15. «Androginous» (Paul Westerberg)

### CD 2
1. «Good Policy»
2. «Yeah!»
3. «Lazy-Bones»
4. «If you wanna come»
5. «Kill your boyfriend»
6. «Rainy day»
7. «Humbug»
8. «Die»
9. «Lazy-bones» – acústica
10. «Can’t let go» (Taylor/Gorgoni)
11. «Don’t wanna know if you are lonely» (Grant Hart)
12. «The kkk took my baby away» (Joey Ramone)
13. «She said hey»
14. «New points of view»
15. «Hate myself»
16. «Spinning»

- Datos: Q5652199